# دکتر هو (فصل ۲۶)
بیست و پنجمین فصل سریال علمی-تخیلی دکتر هو در تاریخ ۹ سپتامبر ۱۹۸۹ با قسمت میدان جنگ به نمایش در آمد.